# Leo De Peuter
Leo Franciscus Regina Hubertus De Peuter (Herentals, 19 november 1886 - aldaar, 11 februari 1967) was een Belgisch advocaat en politicus voor het Katholiek Verbond van België (KVV) en de CVP.

## Levensloop
De Peuter promoveerde tot doctor in de Rechten aan de Katholieke Universiteit Leuven en vestigde zich in 1910 als advocaat in Herentals. Hij werd weldra actief in het verenigingsleven: Davidsfonds, Rode Kruis, kerkfabriek en Katholieke Harmonie Sint-Cecilia. In 1921 was hij medestichter en ondervoorzitter van de Katholieke Burgersbond van Herentals (na de Tweede Wereldoorlog opgegaan in het NCMV). Hij was ook stafhouder aan de Turnhoutse balie van 1948 tot 1950 en plaatsvervangend vrederechter (1912 tot 1956) in het kanton Herentals.
In 1921 werd hij verkozen tot gemeenteraadslid en tot schepen van onderwijs. Tijdens de Tweede Wereldoorlog bleef hij schepen tot 1943, maar werd toen tot ontslag gedwongen. In 1932 werd hij provincieraadslid voor de provincie Antwerpen en bleef dit tot in 1939. In 1936 werd hij de eerste voorzitter voor het Turnhoutse arrondissement van de nieuwe Katholieke Vlaamse Volkspartij (KVV). In 1939 werd hij verkozen tot katholiek Volksvertegenwoordiger voor het arrondissement Turnhout en vervulde dit mandaat tot in 1946.
Bij de eerste naoorlogse gemeenteraadsverkiezingen in 1946 voerde hij de kieslijst aan van de CVP, die de absolute meerderheid behaalde. Hij werd benoemd tot burgemeester en bekleedde dit ambt tot in 1964. Hij was opnieuw volksvertegenwoordiger van 1949 tot 1954.
Hij verkreeg het ereteken van officier in de Leopoldsorde. Zijn zoon José was lector aan de KU Leuven en afdelingsvoorzitter in het Hof van Cassatie.